# ジョン・フレデリック・ルイス

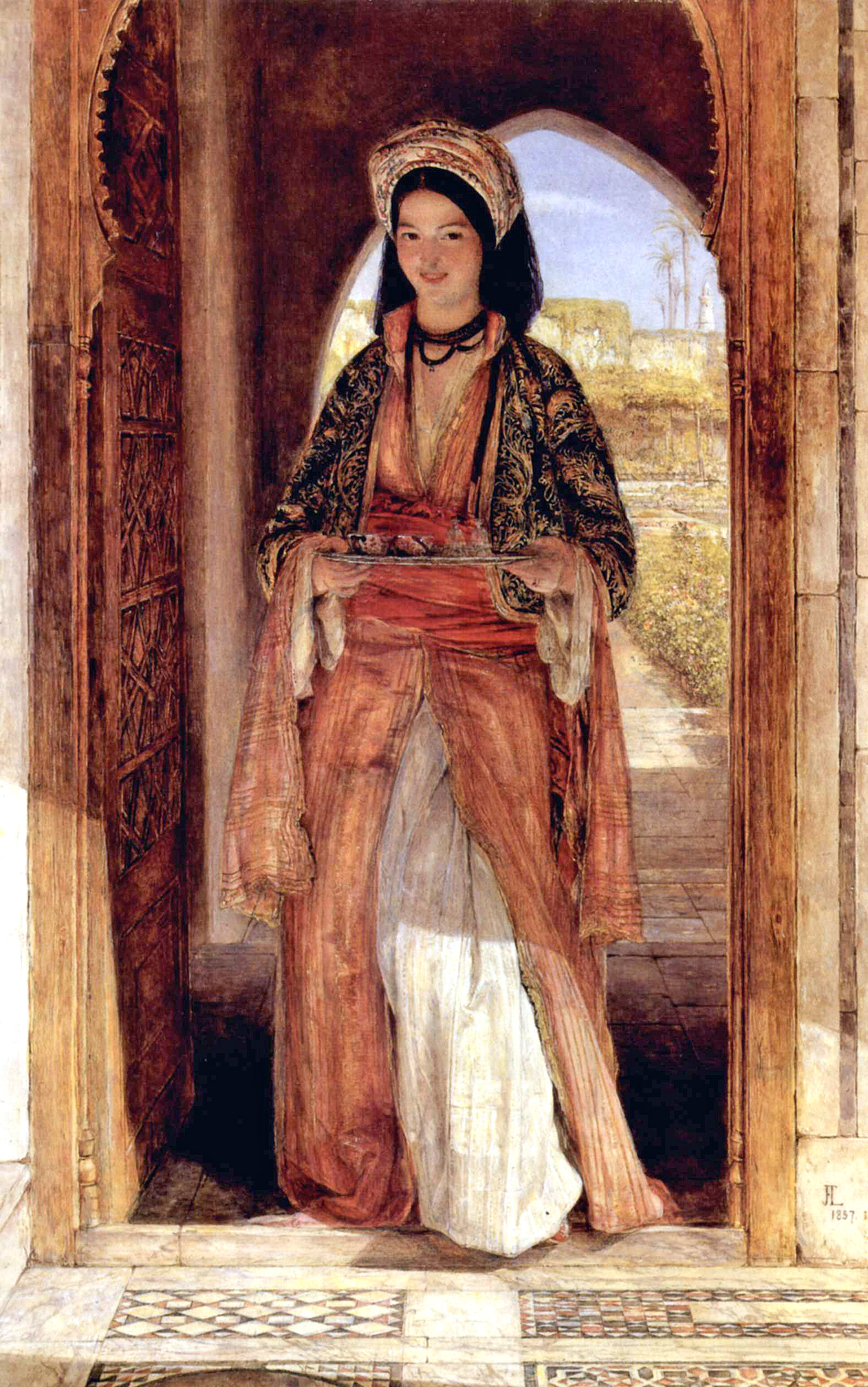
The coffee bearer (1857)

ジョン・フレデリック・ルイス（英語: John Frederick Lewis、1804年7月14日 - 1876年8月15日）は、英国の画家。東方趣味で知られ東洋・中東の情景を題材とした繊細な水彩画を多く描いた。

## 略歴
ロンドンで生まれた。父は銅版画家で風景画家でもあったフレデリック・クリスチャン・ルイス（Frederick Christian Lewis、1779年 - 1856年）である。叔父に製本家のチャールズ・ルイス（Charles Lewis、1786年–1836年)がいる。弟のチャールズ・ジョージ・ルイス（Charles George Lewis、1808年 – 1880年)は版画家になった。動物画家として知られるエドウィン・ランドシーアは近所に住み、幼馴染であった。
ランドシーアと共に、肖像画家のトーマス・ローレンスから絵を学んだ。ランドシーアと同じように初め、動物画を描き、オリエンタリズムの画家になった後の作品の中にルイスは動物を描くこともあった。
1832年から1834年まではスペインに、1841年から1850年まではカイロに滞在して膨大な数のスケッチを描き、1851年にイングランドに戻った後それらを水彩画に仕上げた。亡くなるまでイングランドのウォートン＝オン＝テムズ  (Walton-on-Thames) に住んでいた。
1859年にはロイヤル・アカデミー・オブ・アーツの準会員(ARA)、1865年には会員(RA)となっている。

## 作品

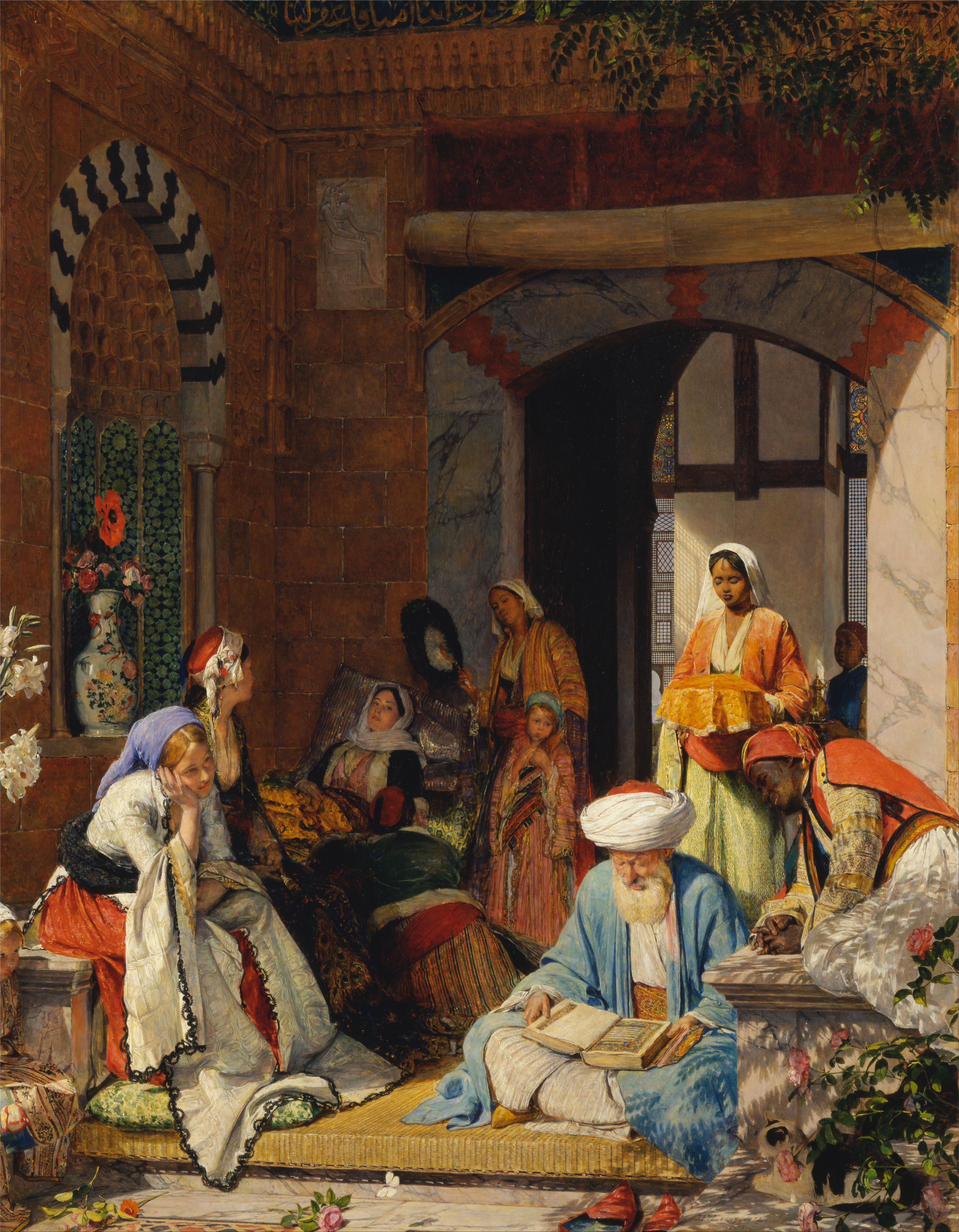
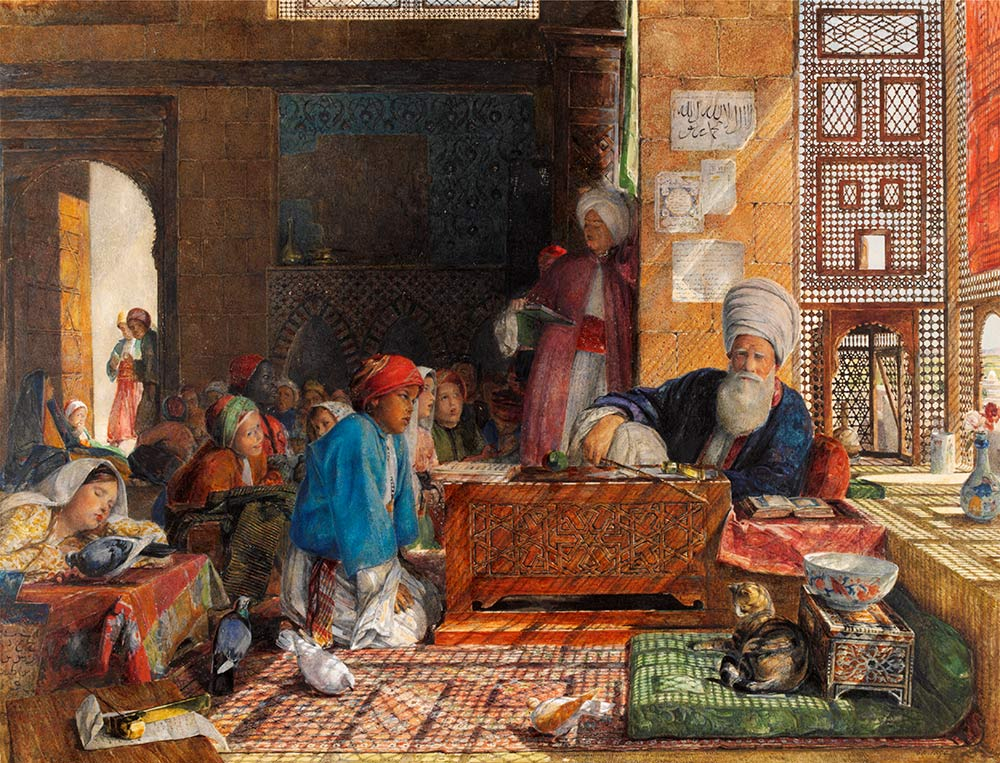
カイロの学校
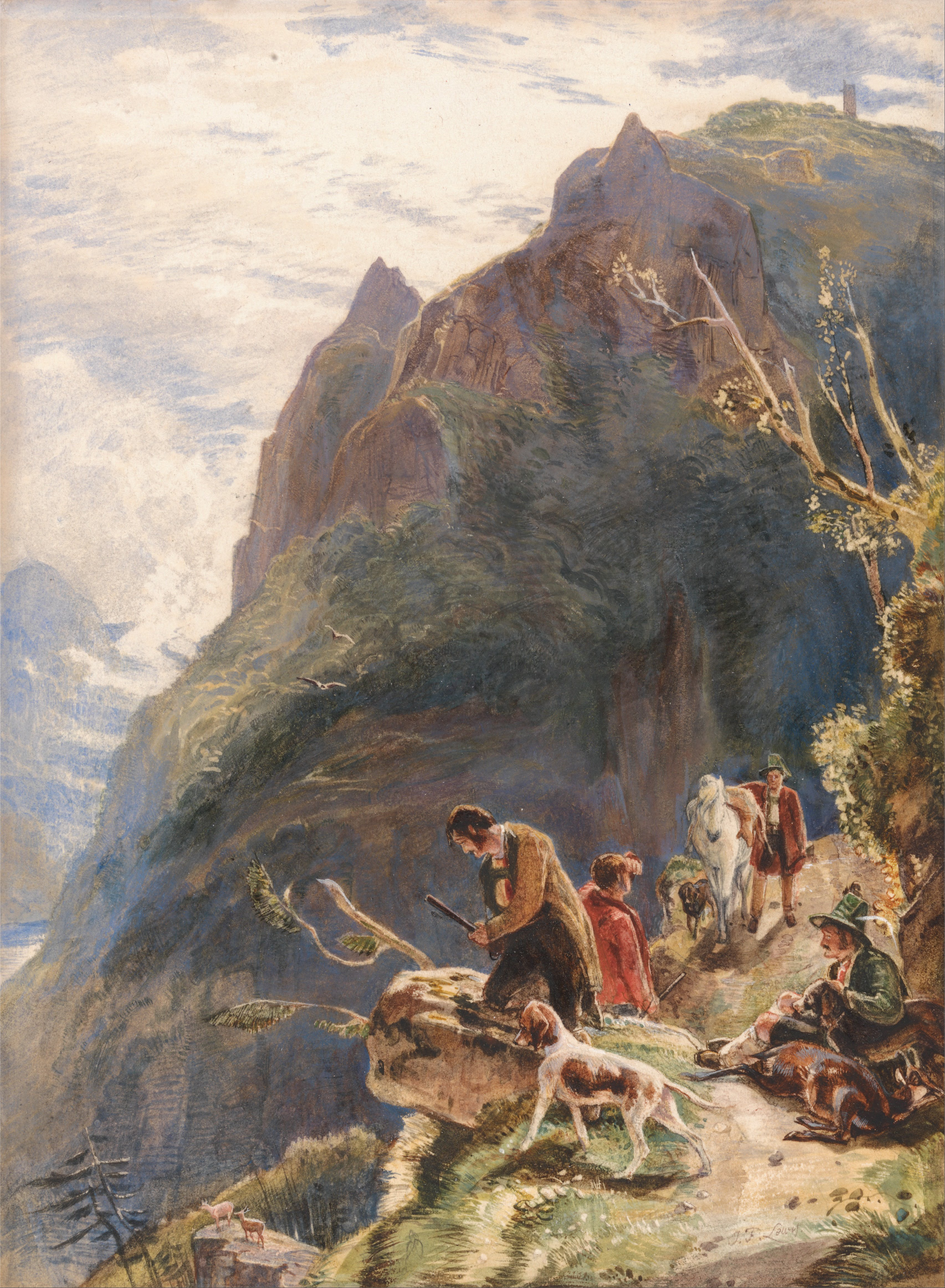
チロルの猟師

## 関連文献
- Murray, P. & L. Dictionary of art and artists (p. 298). (London: Penguin Books, 1996). ISBN 0-14-051300-0.
- Cornucopia, "Painting the Orient", Issue 45, Spring 2011.